# Zjednoczony Świat
Zjednoczony Świat – rzeźba autorstwa wrocławskich twórców Tomasza Urbanowicza i Beaty Urbanowicz w siedzibie Parlamentu Europejskiego w Strasburgu. Szklana rzeźba ma średnicę 180 cm i symbolizuje ideę otwartości na dalsze rozszerzanie Unii Europejskiej, w celu stworzenia zjednoczonego świata.

## Historia
Rzeźba powstała w roku 1999 jako część wystawy "Urbanowicz - Szkło" w Muzeum Architektury we Wrocławiu, prezentującej szklaną twórczość Beaty i Tomasza Urbanowiczów. Następnie reprezentowała Polskę na międzynarodowej wystawie EXPO 2000 w Hanowerze, gdzie stanowiła część regionalnej prezentacji Dolnego Śląska. Kula szklana została wyróżniona przez The Corning Museum of Glass w Nowym Jorku, jako jedno ze stu najwybitniejszych szklanych dzieł na świecie w magazynie New Glass Review 21. Szklana kula, zwana też "Archikula", w 2003 roku prezentowana była na wystawie "Szklany Wszechświat" w ogrodach Ambasady RP w Pradze. W kolejnym roku rzeźba wzięła udział w targach sztuki "ST'ART" w Strasburgu. Od 2004 roku szklana kula stanowi element stały agory Parlamentu Europejskiego w Strasburgu, po akceptacji ze strony projektanta obiektu - Architecture-Studio z Paryża. Rzeźba jest darem Miasta Wrocławia dla Parlamentu Europejskiego, związanym ze wstąpieniem Polski do Unii Europejskiej.

## Artysta
Mam wielką satysfakcję, bo [budynek] zaprojektowali architekci z Architecture- Studio z Paryża, którzy uważali, że to skończone dzieło i nic nie można do niego dodać. Gdy powstał pomysł ustawienia kuli w samym centrum Agory, o dziwo byli entuzjastycznie nastawieni do tego projektu. Dodatkowo został wykonany krąg świetlny, stanowiący oprawę kuli, która okazała się brakującym dopełnieniem dzieła architektów.

## Publikacje
- New Glass Review 21, Nowy Jork, The Corning Museum of Glass, 2000, ISSN 0275-469X[6]
- Durczak M., W Hanowerze, Dolny Śląsk na EXPO 2000, "Region Dolny Śląsk" (8/2000), Stowarzyszenie na Rzecz Promocji Dolnego Śląska, Wrocław, 2000, ISSN 1506-2929[5]
- Maluga L., Formy szklane w przestrzeni architektonicznej (nowe realizacje Urbanowiczów), Archivolta 4/2005, ISSN 1506-5928[3]
- Harasimowicz J., Suleja W.: Encyklopedia Wrocławia, Wydawnictwo Dolnośląskie Sp. z o.o., 2006, ISBN 83-7384-561-5[1]
- Cummings, K., Contemporary Kiln-formed Glass, Londyn | Filadelfia, A & C Black Publishers Ltd. | University of Pennsylvania Press, 2009, ISBN 978-1-4081-0075-2[10]
- Wala, E., Szkło we współczesnej architekturze, Wydawnictwo Politechniki Śląskiej, Gliwice, 2012, ISBN 978-83-7880-080-4[9]
- Llewellyn D. J., The materials and processes suitable for the production of large scale three dimensional glass as exemplified in the work of Tomasz Urbanowicz, University of Wales Trinity St. David, Swansea, 2016[11]